# Pik Agasis
Pik Agasis (Pik Agashidze) – góra w Tadżykistanie, w Rejonach Administrowanych Centralnie, w Pamirze, o wysokości 5877 m (inne źródło podaje 5900 m) i wybitności 1597 m (lub 1620 m), 45 km od Szczytu Ismaila Samaniego.